# Terre des Femmes
Terre des Femmes – Menschenrechte für die Frau e. V. (Eigenschreibweise: TERRE DES FEMMES (TDF); französisch für ‚Erde der Frauen‘) ist ein 1981 in Hamburg gegründeter gemeinnütziger Verein, mit angeschlossener, 2004 gegründeter Stiftung, der sich für ein gleichberechtigtes und selbstbestimmtes Leben von Mädchen und Frauen weltweit einsetzt.
Er unterstützt von Gewalt betroffene Mädchen und Frauen durch Aktionen, Öffentlichkeitsarbeit, Förderung von Projekten und internationale Vernetzung. Die Schwerpunktthemen der Organisation sind häusliche und sexualisierte Gewalt, Zwangsheirat und Ehrverbrechen, weibliche Genitalverstümmelung sowie Frauenhandel und Prostitution. Durch öffentlichkeitswirksame Aktionen, Publikationen, Veranstaltungen, Kampagnen und Lobbyarbeit sollen Öffentlichkeit und Politik für geschlechtsbedingte Gewalt und Diskriminierung sensibilisiert werden. Terre des Femmes erstrebt eine internationale Vernetzung mit anderen Frauenrechtsorganisationen, unterstützt Frauen durch frauenspezifische Programme und fördert Projekte, Organisationen und Initiativen von Frauen für Frauen im Ausland. Der Verein hat seit 2011 seinen Sitz in Berlin und finanziert sich durch Spenden, Mitgliedsbeiträge und Zuschüsse.

## Feministisches Leitbild, Vision und Selbstverständnis
Terre des Femmes setzt sich ein für ein Leben ohne geschlechtsbasierte Diskriminierung, Gewalt und Ausbeutung. Daraus ergibt sich das feministische Leitbild des Vereins: Gleichberechtigt, selbstbestimmt und frei. Konkret bedeutet das:
- Gleichberechtigt: vor dem Gesetz wie in der Arbeitswelt; bei den Bildungs- und Karrierechancen wie bei der Teilung der Familienarbeit;
- Selbstbestimmt: in der Sexualität und in allen Lebensentscheidungen wie Partnerschaft, Heirat, Mutterschaft, Berufswahl und Teilnahme am öffentlichen Leben;
- Frei: von Rollenzwängen und allen Formen von Gewalt.

Terre des Femmes kämpft gegen alle Menschenrechtsverletzungen, die Mädchen und Frauen weltweit aufgrund ihres Geschlechts ertragen müssen. Die Organisation sagt sich zudem klar vom Kulturrelativismus los; frauenfeindliches Brauchtum sei auch bei Minderheiten, die sich auf kulturell-religiöse Gründe beriefen, nicht zu tolerieren, da Menschenrechte ohne Einschränkung gälten.
Die Ziele und das Vorgehen der Organisation orientieren sich an der Allgemeinen Erklärung der Menschenrechte von 1948, dem Übereinkommen der UN zur Beseitigung jeder Form von Diskriminierung der Frau von 1979 (CEDAW), der Abschluss-Plattform der Weltfrauenkonferenz von Beijing von 1995 sowie der Europaratskonvention zur Verhütung und Bekämpfung von Gewalt gegen Frauen und häuslicher Gewalt von 2011 (Istanbul-Konvention), die Deutschland erst am 1. Juni 2017 ratifiziert hat.

## Geschichte
Ein Artikel in der Zeitschrift Brigitte über Gewalt an Frauen und Ehrenmorde im Nahen Osten veranlasste die Journalistin Ingrid Staehle und eine Gruppe von Frauen in Hamburg, aktiv zu werden. Der Artikel basierte auf einer Dokumentation mit dem Titel Princesses mortes, die von der Schweizer Menschenrechtsorganisation Sentinelles herausgegeben wurde. Bei einem Besuch der in Lausanne ansässigen Organisation wurde die Idee geboren, einen eigenen Verein zu gründen, der in Anlehnung an die Menschenrechtsorganisation Terre des hommes unter dem Namen Terre des Femmes (‚Erde der Frauen‘) mit dem Untertitel Menschenrechte für die Frau im Juli 1981 in das Vereinsregister der Stadt Hamburg eingetragen wurde. Weitere frühe Gründerinnen von Terre des Femmes waren die Historikerin Herta Haas (1907–2007) und die amerikanische Literaturwissenschaftlerin Tobe Levin, die in Deutschland lebte und 1979 zusammen mit Ingrid Braun und Angelika Schwarzbauer das erste Buch in Deutschland über weibliche Genitalverstümmelung, eine Übersetzung des Reports von Fran Hosken, herausgebracht hatte.
Terre des Femmes wurde die Gemeinnützigkeit zugesprochen. Die Dokumentation Princesses mortes wurde später von Terre des Femmes übersetzt und erschien 1987 als erste Publikation mit dem Titel Tod als Ehrensache.
Organisatorisch bestand die Vereinigung bis 1990 aus einem Vorstand und aktiven Städtegruppen, die ehrenamtlich arbeiteten. 1990 wurde in Tübingen eine vom Arbeitsamt finanzierte Stelle eingerichtet. Hiermit wurde der Grundstein für den Aufbau einer Bundesgeschäftsstelle mit weiteren hauptamtlichen Kräften gelegt.
Der Verein konnte inzwischen sein 40-jähriges Bestehen feiern und auf viele Erfolge zurückblicken. Dazu zählen unter anderem, dass weibliche Genitalverstümmelung als eigener Straftatbestand in das Strafgesetzbuch aufgenommen wurde oder auch die Reform des Sexualstrafrechts.

## Vereinsvorstand
Der Vereinsvorstand besteht aus
- Ulrike Mann, Vereinsvorsitzende
- Theresa Fuchs
- Christa Stolle, geschäftsführende Vorstandsfrau
- Necla Kelek

Ehrenvorsitzende
- Ingrid Staehle

## Stiftungsgremien
Die Themenschwerpunkte von Terre des Femmes sind aufgeteilt in sechs Referate: Weibliche Genitalverstümmelung, Häusliche und sexualisierte Gewalt, Gewalt im Namen der Ehre, Frauenhandel und Prostitution, Gleichberechtigung und Integration und Internationale Zusammenarbeit.
Das Entscheidungsgremium der Stiftung ist der Vorstand, der aus höchstens fünf Frauen besteht. Er setzt sich aus den jeweiligen Mitgliedern des Vorstandes von Terre des Femmes e. V. entsprechend ihrer dortigen Funktion zusammen. Die geschäftsführende Vorstandsfrau des Vereins Terre des Femmes e. V. führt auch die laufenden Geschäfte der Terre des Femmes Stiftung. Die Mitglieder des Vorstandes – mit Ausnahme der geschäftsführenden Vorstandsfrau – sind ehrenamtlich für die Stiftung tätig. Der Vorstand wird jeweils für zwei Jahre auf der Vereinsfrauenversammlung gewählt.
Die Bundesgeschäftsstelle befindet sich seit 2011 in Berlin. Dort arbeiten derzeit 34 Mitarbeiterinnen. Außerdem sind circa 300 Ehrenamtliche für den Verein aktiv und rund 5200 regelmäßige Unterstützerinnen helfen bei der Finanzierung von Terre des Femmes. Die Arbeit des Vereins wird unterstützt durch ca. 29 Städte- und Hochschulgruppen und themenspezifische Arbeitsgruppen, die unter anderem auch an den Positionspapieren von Terre des Femmes mitarbeiten. Des Weiteren engagieren sich Jugendbotschafterinnen für den Verein. Sie tragen anderthalb Jahre diesen Titel und tragen durch lokale Aktionen die Inhalte und Anliegen von Terre des Femmes weiter – auch an jüngere Zielgruppen.

## Schwerpunkte
Die inhaltliche Arbeit von Terre des Femmes ist in sechs Referate aufgeteilt, die die Grundlage für die Erfolge der Organisation legen.

### Weibliche Genitalverstümmelung
Seit 1998 veröffentlicht Terre des Femmes jedes Jahr eine aktuelle Hochrechnung der von weiblicher Genitalverstümmelung Gefährdeten und Betroffenen in Deutschland, seit 2018 auch nach Bundesländern unterteilt. Die so genannte Dunkelzifferstatistik liefert für Deutschland die einzigen Zahlen zu beschnittenen Frauen und gefährdeten Mädchen.
Der Verein leistet durch verschiedene, auch EU-weite Programme, Aufklärungsarbeit und kämpft gegen die Genitalverstümmelung von Mädchen, unter der die Betroffenen ein Leben lang physisch und psychisch leiden.

### Frauenhandel und Prostitution
Terre des Femmes setzt sich für Frauen ein, deren Notlage auf kriminelle Weise ausgenutzt wird: Frauen, die in die Prostitution oder ausbeuterische Verhältnisse gezwungen werden. Dabei sind nicht nur Migrantinnen von Frauenhandel betroffen, rund ein Viertel der Betroffenen in Deutschland sind selbst Deutsche.
Außerdem setzt sich die Organisation für eine Welt ohne Prostitution ein. Terre des Femmes fordert nach dem Nordischen Modell ein Sexkaufverbot, welches die Sexkäufer kriminalisiert, nicht jedoch die Prostituierten. Das Modell beinhaltet die Finanzierung von Ausstiegsprogrammen für Prostituierte.

### Zwangsheirat und Gewalt im Namen der Ehre
Das Referat „Gewalt im Namen der Ehre“ beschäftigt sich mit Formen von Gewalt, die zur Erhaltung oder Wiederherstellung der vermeintlichen Familienehre angewendet wird. Dies kann von psychischem Druck über emotionale Erpressung, sexualisierte und körperliche Gewalt bis hin zu Zwangsverheiratungen oder so genannten Ehrenmorden gehen.
Durch die Arbeit des Referats soll die Öffentlichkeit, insbesondere Behörden und Schulen, auf die Problematik hingewiesen werden.
Betroffene und Fachkräfte können auf Homepages der Organisation Information und Hilfe finden.

### Gleichberechtigung und Integration
Im Referat „Gleichberechtigung und Integration“ werden verschiedene Projekte und Maßnahmen erarbeitet, um gegen geschlechtsspezifische Diskriminierung und Sexualisierung vorzugehen. Mit diversen Petitionen und Projekten möchte Terre des Femmes die gesamtgesellschaftliche Integration von geflüchteten Mädchen und Frauen fördern sowie für die Rechte und den Schutz der Mädchen und Frauen einstehen, die aus patriarchalen Gesellschaftsstrukturen kommen. Das Referat setzt sich unter anderem für ein säkulares und demokratisches Schulsystem ein und dafür, dass öffentliche Bildungseinrichtungen frei von allen religiösen und weltanschaulichen Symbolen sind und bleiben. Terre des Femmes lehnt ein patriarchalisches Religionsverständnis ab und fordert ein integratives, wertevermittelndes Fach „Ethik“ an allen öffentlichen Schulen als Pflichtfach anstelle eines konfessionell gebundenen Religionsunterrichts.
Eines der Projekte war CONNECT – Empowerment für geflüchtete Frauen. Bei CONNECT handelte es sich um ein Berliner Patinnenprogramm von Frauen für Frauen, das von 2016 bis 2019 von Aktion Mensch gefördert wurde. Es verfolgte das Ziel, geflüchtete Frauen bei ihrem Ankommen in Deutschland zu unterstützen und sie auf ihrem Integrationsweg zu begleiten. Um dies zu ermöglichen, wurden zukünftige Patinnen, sprich Frauen, die in Deutschland geboren oder bereits erfolgreich integriert waren, umfassend geschult zu Themen wie Asylrecht, mögliche Gewalterfahrungen, Situation in den Herkunftsländern und auf der Flucht. Während der einjährigen Patenschaft begleiteten die Patinnen ihre Tandempartnerinnen bei Behördengängen, halfen bei der Suche nach geeignetem Wohnraum, einem Sprachkurs, einer Arbeitsstelle oder Kinderbetreuung sowie beim Aufbau eines sozialen Netzwerkes. Die wöchentlichen Treffen wurden auch gerne für gemeinsame Unternehmungen genutzt. Das CONNECT-Team stand den Patinnen während der gesamten Patenschaft bei Fragen und Problemen zur Seite und organisierte Treffen zwischen den Patinnen und den Tandems. Am 16. Oktober 2018 wurde das Projekt mit dem Wirkt-Siegel des gemeinnützigen Analysehauses Phineo ausgezeichnet. Grund hierfür war der Mentoring-Ansatz, laut welchem ehrenamtliche Patinnen, häufig selbst mit Migrationserfahrung, geflüchteten Frauen halfen, ein selbstbestimmtes und freies Leben in Deutschland aufzubauen.

### Internationale Zusammenarbeit
Terre des Femmes unterstützt weltweit Frauenorganisationen, sie sich für Frauenrechte einsetzen. Dabei stehen die gleichen Schwerpunktthemen wie bei der Inlandsarbeit im Mittelpunkt. Derzeit arbeitet die Organisation mit zehn Frauenorganisationen zusammen, die ihre Aktivitäten auf Graswurzelebene umsetzen und so die Frauen vor Ort stärken.

### Frauenfeindliche Werbung
Terre des Femmes geht aktiv gegen Sexismus und Diskriminierung von Frauen vor und setzt sich gegen frauenfeindliche Werbung ein, die Frauen auf ein sexuelles Objekt reduziert. Durch diese setzen sich Rollenbilder fest und Vorurteile werden produziert, die heteronormative Maßstäbe festigen.
Im Rahmen dieser Arbeit vergibt die Organisation den Negativ-Preis „Zorniger Kaktus“, der Extremfälle sexistischer Werbung anprangert.

### Sexuelle und Reproduktive Rechte
Terre des Femmes setzt sich innerhalb von Deutschland für einen legalen Schwangerschaftsabbruch und die Streichung der Paragraphen 218 und 219 im Strafgesetzbuch ein. Mit der Kampagne „Streicht §219a“ forderte die Organisation freie und sachliche Information und Aufklärung von Ärzten und Ärztinnen zu Schwangerschaftsabbrüchen. Am 24. Juli 2022 bewilligte der Bundestag die Streichung des Paragraphens §219a.
Außerdem setzt sich Terre des Femmes gegen eine Legalisierung von Leih- bzw. Mietmutterschaft ein und macht besonders im Zusammenhang auf die Ukraine auf das Thema aufmerksam.

## Aktionen
Terre des Femmes nutzt verschiedene Aktions- und Gedenktage, um auf Menschenrechtsverletzungen an Mädchen und Frauen aufmerksam zu machen.

### Fahnenaktion
Zum 25. November, dem Internationalen Tag zur Beseitigung von Gewalt gegen Frauen, veranstaltet Terre des Femmes die Fahnenaktion mit dem Motto Frei leben – ohne Gewalt. In ganz Deutschland finden Veranstaltungen statt, welche die verschiedenen Formen von Gewalt an Mädchen und Frauen aufzeigen. Die Bundesgeschäftsstelle organisiert zudem immer eine öffentlichkeitswirksame Aktion, um auf eine aktuelle Kampagne von Terre des Femmes und eine ganz bestimmte Problematik aufmerksam zu machen. So standen 2015 Frühehen im Fokus, 2018 wurden die zweijährige Mädchenschutzkampagne „Jetzt Mädchen stärken“ gestartet, die bereits vergangene, aktuelle, sowie geplante Aktionen und Projekte gegen Gewalt an Frauen und Mädchen vereint. Ebenfalls um den 25. November herum findet jährlich das einwöchige Filmfest FrauenWelten statt. Dieses ändert 2020 seinen Standort von Tübingen, nach Berlin.

### #UNHATEWOMEN
Mit der Kampagne #UNHATEWOMEN machte Terre des Femmes Wortgewalt gegen Mädchen und Frauen sichtbar. Als Herzstück der Kampagne wurde im Februar 2020 ein Video veröffentlicht, in dem Frauen Texte aus erfolgreichen Liedern vorlasen. Die Texte stammten von Rappern, wie zum Beispiel Farid Bang, Kollegah oder Fler. Am Ende des Videos ruft Terre des Femmes auf, sich gegen Gewalt im Netz einzusetzen. Das Video wurde über 150 000 Mal auf YouTube geklickt.
Die Resonanz der Kampagne zeigte nicht nur den Zuspruch von vielen Menschen. Viele Menschen verteidigten auch die Rapper, indem sie ebenfalls Wortgewalt gegen Frauen nutzten.
Auf dem Höhepunkt der Eskalation drohte der Rapper Fler verschiedenen Personen Gewalt an und setzte sogar ein Kopfgeld auf eine Frau aus. Für Terre des Femmes zeigte die Eskalation, wie wichtig es ist konsequent frauenfeindlicher Gewalt im Netz zu widersprechen. In Anlehnung der Kampagne hat Terre des Femmes Webinare für Schulklassen zu Hatespeech an.

### Weitere Aktionen
Eine weitere Aktion war der Dreh eines Videos, dass den Gender-Pay-Gap veranschaulichen soll. Dazu wurden drei Transgender-Personen ausgewählt, die es gewohnt waren im Alltag zwischen weiblicher und männlicher Gender-Rolle zu wechseln und beide Rollen realistisch darstellen konnten. Diese sollten sich bei verschiedenen Unternehmen einem Bewerbungsgespräch unterziehen. Alle drei bewarben sich laut dem Werbevideo jeweils mit gleichen Lebensläufen, Qualifikationen und in Grundzügen gleichen Persönlichkeiten einmal als Mann und einmal als Frau um dieselbe Stelle. In allen Fällen zeigte sich, dass sie in der Rolle als Mann deutlich höhere Gehaltsangebote bekamen. Das Transgender-Experiment zum Gender-Pay-Gap wurde jedoch auch kritisiert. Der Vorwurf lautete, die Lebensläufe der Bewerber seien nicht gleich, sondern bewusst ungleich gemacht worden, um das gewünschte Ergebnis zu erzielen.

## Terre des Femmes-Positionen und Petitionen
Zu bestimmten Themen verabschieden die Mitfrauenversammlung oder die Vorstandsfrauen Stellungnahmen und Positionspapiere für die Diskussion in der Öffentlichkeit. Dabei bezieht die Organisation unter anderem zu allgemeinen Themen wie Schwangerschaftsabbrüchen oder Rechtspopulismus und Extremismus Stellung und setzt sich mit Frauenrechten im Zusammenhang mit Religion auseinander.
Mithilfe von Petitionen versucht die Organisation, auf Menschenrechtsverletzungen an Mädchen und Frauen hinzuweisen und auf gesetzliche Änderungen hinzuwirken. So sammelte Terre des Femmes Unterschriften für zwei Petitionen. In der Oktober 2018 gestarteten und an Bundesgesundheitsminister Jens Spahn gerichteten Petition forderte sie die Einführung bundesweit verpflichtender Vorsorgeuntersuchungen für Kinder und Jugendliche bis zum 18. Lebensjahr. Wichtiger Hintergedanke war dabei auch Fälle von Vernachlässigung und Misshandlungen bei Kindern durch verpflichtende U-Untersuchungen schneller entdecken zu können. Die Petition wurde Ende Oktober 2019 mit über 75.000 Unterschriften überreicht.
Eine Mitte 2018 gestartete Petition namens DEN KOPF FREI HABEN!, sieht die zunehmende Verschleierung von Mädchen aller Altersstufen in vielen Schulen und sogar in Kindergärten als eine Diskriminierung und Sexualisierung von Minderjährigen und damit einhergehend eine psychische und körperliche Gesundheitsgefahr. Sie fordert daher ein gesetzliches Verbot des sogenannten „Kinderkopftuchs“ im öffentlichen Raum insbesondere in Bildungsinstitutionen für alle minderjährigen Mädchen. Die Petition wurde am 11. Dezember 2020 mit über 38.800 Unterschriften dem Bundesministerium der Justiz und für Verbraucherschutz in Berlin überreicht.

## Vernetzung
Terre des Femmes unterhält Kontakte zu Frauenorganisationen weltweit und arbeitet zudem eng mit Menschenrechtsorganisationen sowie anderen Verbänden zusammen. Projektkooperationen sind ein wichtiger Bestandteil der Vereinsaktivitäten.
Der Verein ist Mitglied im
- AKF – Arbeitskreis Frauengesundheit in Medizin, Psychotherapie und Gesellschaft e. V.
- Aktionsbündnis gegen Frauenhandel
- Allianz „Rechtssicherheit für politische Willensbildung“
- Begleitkreis der Beratungsstelle Yasemin (Stuttgart)
- Beirat HEROES (Berlin und Duisburg)
- Berliner Netzwerk gegen sexuelle Gewalt
- Bündnis für sexuelle Selbstbestimmung
- Bündnis gegen Homophobie (Berlin)
- Bündnis gegen Zwangsprostitution und Menschenhandel Baden-Württemberg
- BuKo – Bundesfachkonferenz gegen Zwangsverheiratung
- Bundesverband Deutscher Stiftungen (Berlin)
- CCC – Kampagne für „Saubere“ Kleidung (Wuppertal)
- Deutsche Gesellschaft für Verbandsmanagement e. V.
- Deutsches Global Compact Netzwerk
- ECPAT Deutschland, Arbeitsgemeinschaft zum Schutz der Kinder vor sexueller Ausbeutung, (Freiburg)
- EuroNet FGM
- Forum Menschenrechte
- GIRLS NOT BRIDES – The Global Partnership to End Child Marriage
- Hirschfeld-Eddy-Stiftung
- Landesforum Zwangsverheiratung (Baden-Württemberg)
- Netzwerk für Selbstbestimmung junger Migrantinnen (NRW)
- Runder Tisch gegen die Beschneidung von Mädchen (Hagen)
- Runder Tisch Genitale Beschneidung/Genitalverstümmelung (München)
- Runder Tisch gegen Beschneidung von Mädchen (Nordrhein-Westfalen)
- Runder Tisch Stopp FGM (Berlin-Brandenburg)
- Runder Tisch zur Bekämpfung weiblicher Genitalverstümmelung (Baden-Württemberg)
- VENRO – Verband Entwicklungspolitik deutscher Nichtregierungsorganisationen e. V.
- ECPAT Deutschland (Arbeitsgemeinschaft zum Schutz der Kinder vor sexueller Ausbeutung)
- European Children’s Network
- European Women’s Lobby
- i.d.a. e. V. (Dachverband deutschsprachiger Lesben-/Frauenarchive und -bibliotheken)
- INTEGRA – Deutsches Netzwerk zur Überwindung weiblicher Genitalverstümmelung
- Bundesweiter Koordinierungskreis gegen Frauenhandel und Gewalt an Frauen im Migrationsprozess e. V. (KOK)

## Kontroversen um Kopftuchfrage
Auf Grund der Positionierung von Terre des Femmes für ein Verbot des Kopftuchs bei Kindern („Kinderkopftuch“) im Jahre 2017 kritisierten 33 TdF-Mitglieder in einem offenen Brief, ein gefordertes „Kopftuchverbot für Minderjährige“ schüre „antimuslimischen Rassismus“ und „stigmatisiere Eltern von Kopftuchträger*innen pauschal als Täter*innen“. Sie befürchteten, „dass einige Positionen des Vereins [...] zahlreiche Frauen* ausschließen, rassistische Ressentiments reproduzieren und rechtspopulistische Tendenzen in der Gesellschaft legitimieren“. Simone Schmollack sprach in der taz von einem „Streit bei Terre des Femmes“. Alexandra Eul entgegnete in der Emma, es habe sich eher um einen „Unterwanderungsversuch bei Terre des Femmes“ gehandelt. Eine Minderheit attackiere die Arbeit der Mehrheit „via öffentlicher Diskreditierung“. Dabei sei Terre des Femmes die letzte große Frauenorganisation in Deutschland, die sich klar gegen Islamismus und Prostitution positioniere, während der Deutsche Frauenrat seit 2013 offensiv für Prostitution arbeite. Die Vorstandsfrau Necla Kelek äußerte dazu: „Das sind junge Frauen, die gerade erst von der Uni kommen, einige Wochen bei uns sind und mir dann erklären, dass ich - eine Deutsch-Türkin aus der muslimischen Community - als Islamkritikerin angeblich rechte Positionen vertreten würde“. Im März 2019 brachten Sozialwissenschaftler, Aktivisten und Initiativen eine Gegenpetition heraus: „Die Forderung nach einem Kopftuchverbot für Minderjährige stellt einen starken Eingriff in die Selbstbestimmung junger Menschen dar“. Gegensätzliche Positionen in der Frage des Kopftuchverbots und des Verbots von Prostitution führten zu einem Bruch mit dem Schweizer Schwesterverein.

## Spaltung des Vereins 2023 in der Transgender-Frage
Am 20. September 2020 beschloss die Mitfrauenversammlung (= Mitgliederversammlung) von TdF ein „Positionspapier zu Transgender, Selbstbestimmung und Geschlecht“. In dem Papier hieß es: „Terre des Femmes unterstützt Transgender in ihrem Recht, ihr empfundenes Geschlecht selbstbestimmt auszudrücken.“ Das Papier spricht von „biologischen Unterschieden (biologisch Geschlecht/Sex)“ [sic], aus denen „soziale Geschlechter (Gender) konstruiert“ würden. „Die Struktur patriarchaler Macht kann nicht bekämpft werden, wenn der Anlass der patriarchalen Geschlechterordnung – die Biologie (Sex) – mit Gender gleichgesetzt wird.“ Im Juni 2022 bestätigte die Mitfrauenversammlung diese Position. Kurz darauf, im Juli 2022, entschied der Vorstand von TdF, das Papier zurückzuziehen. TdF werde „mit den heftigsten Vorwürfen konfrontiert“, denen „mit keinem Argument mehr zu begegnen“ sei. Der Vorwurf der „Transfeindlichkeit“ habe die eigentliche Arbeit unmöglich gemacht, und weil das Papier ohne ausreichende wissenschaftliche Fundierung und ohne Einbeziehung Betroffener formuliert worden sei, handele es sich nicht um einen sinnvollen Debattenbeitrag. Die Gefährdung von Frauenräumen stelle sich „in der Realität als weitaus unbedeutender dar, als im Papier angenommen.“ Die Bundesgeschäftsführerin Christa Stolle führte als entscheidenden Grund für die Rücknahme des Papiers an, TdF sei „aus feministischen Bündnissen ausgeschlossen [worden], deren Anliegen uns am Herzen liegen“, und dass dies auch „die Städtegruppen zu spüren bekommen“ hätten. Die Vorstandsfrau Inge Bell erklärte hierzu: „Der Rückzug des Positionspapiers ist eine Kapitulation und ein Einknicken vor dem Shitstorm und den Drohungen der Trans-Lobby“. In Opposition zur Vorstandsmehrheit unter Christa Stolle gründete sie noch im selben Monat gemeinsam mit über 70 weiteren TdF-Mitfrauen die Initiative #saveTDF, der bis Juni 2023 über 400 Frauen beitraten, unter ihnen das Gründungsmitglied Ingrid Staehle. Vergeblich versuchte #saveTDF, gegen den Willen des Vorstands eine außerordentliche Versammlung durchzusetzen. Stattdessen berief der Vorstand auch die ordentliche Mitfrauenversammlung am Wochenende vom 2. bis 4. Juni 2023 als Online-Versammlung ein, was aus der Gruppe #saveTDF als Farce charakterisiert wurde. In der Online-Versammlung wurde die Zurückziehung des Papiers mit knapper Mehrheit bestätigt. Dies führte in der Folge zu einer Vielzahl von Austritten. Die Frauenrechtlerin Monika Barz begründete ihren Austritt damit, dass TdF vor neuen gesellschaftlichen Strömungen kapituliere, die die Illusion einer selbst bestimmbaren Geschlechtszugehörigkeit propagieren. Dieser Richtungswechsel sei ein historischer Fehler. Auch Gründungsmitglied Ingrid Staehle trat aus und erklärte dazu, sie nehme mit „Verwunderung zur Kenntnis, dass im 41. Jahr nach Gründung unseres Vereins eine ‚Selbstverständlichkeit‘ zu einem Streitpunkt werden kann: Das biologische Geschlecht“. Christa Stolle erklärte, Ingrid Staehle sei in der Berliner Geschäftsstelle „nicht willkommen“. In der Emma wurde 2017 eine Mitgliederzahl von 2000 genannt. 2021 hatte Terre des Femmes 2416 Mitglieder. Infolge des Streits um Transgender traten bis vor der Versammlung im Juni 2023 über 300 Mitfrauen aus. Andererseits gab es zwischen Juli 2022 und Juni 2023 laut Emma 80 Mitgliedsanträge, die vom Vorstand nicht bearbeitet wurden. Infolge des Kurswechsels traten weitere etwa 200 Mitfrauen Anfang Juni 2023 aus, unter ihnen Luise F. Pusch.

## Dunkelziffer bei Genitalverstümmelung in Deutschland
Thomas Fischer kritisierte die von Terre des Femmes herausgegebene „Dunkelziffer-Statistik“ zur Lage der Genitalverstümmelung in Deutschland. Schon der Begriff sei widersprüchlich. Fischer hinterfragt die Annahmen, die zur Berechnung führen. Er bestreitet nicht, dass Genitalverstümmelung ein schweres Verbrechen ist, weist aber auch darauf hin, dass dem Problem nur beizukommen sei, wenn man die Minderheiten selbst dafür gewinne, was das Fehlen von Einträgen dazu in der Polizeilichen Kriminalstatistik über Jahre beweise.